# Чемпіонат світу з трекових велоперегонів 2015 — медісон (чоловіки)
Змагання з медісону серед чоловіків на Чемпіонаті світу з трекових велоперегонів 2015 відбулись 22 лютого.

## Результати
Заїзд складався з 200 кіл (50 км) з 10 спринтами і тривав 54:44.793, тож середня швидкість становила 54.797 км/год.

| Місце | Ім'я                               | Країна          | Очки | Кола відставання |
| ----- | ---------------------------------- | --------------- | ---- | ---------------- |
| 1     | Бріан Кокар Морган Кнайскі         | Франція         | 21   |                  |
| 2     | Марко Коледан Елія Вівіані         | Італія          | 20   |                  |
| 3     | Яспер Де Бюст Отто Вергарде        | Бельгія         | 15   |                  |
| 4     | Давид Мунтанер Альберт Торрес      | Іспанія         | 15   |                  |
| 5     | Хеннінг Боммеl Тео Рейнхардт       | Німеччина       | 12   |                  |
| 6     | Мартін Блага Войтєх Гачецки        | Чехія           | 3    |                  |
| 7     | Джек Бобрідж Гленн О'Ші            | Австралія       | 8    | −1               |
| 8     | Джонатан Діббен Овейн Дал          | Велика Британія | 2    | −1               |
| 9     | Андреас Ґраф Андреас Мюллер        | Австрія         | 2    | −1               |
| 10    | Хуан Аранго Веймар Ролдан          | Колумбія        | 5    | −2               |
| 11    | Роман Гладиш Владислав Кремінський | Україна         | 4    | −2               |
| 12    | Тері Шир Франк Паше                | Швейцарія       | 2    | −2               |
| 13    | Чен Кін Лок Лян Чуньвін            | Гонконг         | 1    | −2               |
|       | Пітер Буллінг Реган Гоф            | Нова Зеландія   | DNF  |                  |